# 고에어
고에어(영어: GoAir)는 인도의 저비용 항공사로 총 21개 노선을 취항하고 있다. 본사는 인도 고치에 위치해 있으며 2005년에 설립했다. 또한 사용하고 있는 허브 공항으로 인디라 간디 국제공항과 차트라파티 시바지 국제공항이 있다.

## 역사
고에어는 와디아 그룹에 의해 2005년에 설립했다. 같은 해 11월부터 운항이 시작했으며 와디아 그룹이 전체 지분을 보유하고 있다. 2007년 1월 이후 86%의 평균 하중 계수를 기록 했으며 향후 확장의 일환으로 많은 항공기를 구입하고 도로 네트워크를 확장할 계획이다. 또한 뭄바이를 기반으로 하는 봄베이 염색과 브리타니아 산업도 자회사에 속한다.

## 보유 기종
- 2020년 8월 기준으로 고에어는 다음과 같은 기종을 보유하고 있다.[1][2]

## 같이 보기
- 인도의 항공사 목록
- 인도의 교통